# Augusto José Miguéis
Augusto José Miguéis (Setúbal, 1836 – Funchal, 20 de dezembro 1900) foi músico da Banda Regimental, regente da Filarmónica dos Artistas Funchalenses e da Orquestra de Augusto José Miguéis.

## Biografia
Augusto José destacou-se sobretudo pelo seu desempenho enquanto saxofonista, na Orquestra da Sociedade de Concertos Funchalense, fundada em 1878, onde atuou ao lado de Ernesto Mascheck, Agostinho Martins Júnior e Eduardo Gomes da Silva. O músico fixou residência na Madeira onde residiu até à data do seu falecimento. Augusto José Miguéis foi uma das personalidades que se destacou nos eventos da Madeira, em especial nos bailes da alta sociedade Funchalense, como regente da Filarmónica dos Artistas Funchalenses. Estes eventos encontram-se narrados no livro Apontamentos sobre o Quotidiano Madeirense. As informações sobre a vida de Augusto são escassas. No entanto, sobre o período em que residiu no Funchal e compôs grande parte da sua obra, existem diversas referências na imprensa regional e obras de historiadores. No Elucidário Madeirense o músico é referido como um dos melhores da década de 1870. O Gabinete Coordenador de Educação Artística, da Secretaria Regional da Educação e Recursos Humanos, tem disponível no arquivo da Divisão de Investigação e Documentação partituras manuscritas de oito danças orquestradas por Augusto José Miguéis, obras que o músico compôs a partir de versões para piano.
O arranjo orquestral mais antigo disponível em arquivo é a quadrilha Chilperic de 28 de Outubro de 1873, quanto à sua obra mais recente é a valsa Hoja Volante datada de Fevereiro de 1884. As obras orquestradas eram normalmente da autoria de compositores cujas danças tinham enorme sucesso nos bailes dos grandes centros europeus, por exemplo Au Revoir, valsa da autoria do francês Émile Waldteufel, orquestrada por Miguéis em Fevereiro de 1879 e Los Hidrópatas, valsa da autoria do húngaro Josef Gung’l, orquestrada em Outubro de 1880. Entre as obras de maior notoriedade consta ainda o Hymno composto em homenagem a Manuel de Arriaga, primeiro presidente da República Portuguesa. Em 1889, o Diário de Notícias publicou na edição de 4 de Abril, que a estudantina Tuna Cospostellana, composto por cerca de 60 jovens estudantes e músicos tinha o costume de tocar pelas ruas do Funchal, sob a regência do maestro Augusto José Miguéis. Atuações estas que eram recebidas pelo público funchalense com grande entusiasmo e “(...) chovia sobre eles um applauso (...)estridente, que elles delicadamente agradeciam parando á ordem do regente (...) e entoando uma deliciosa canção que novos applausos dispertava. A orchestra tocando muito bem; os coros affinadíssimos, (...) tudo em fim num conjuncto magnifico, que toda a gente gabava, que todos saudavam”. Ainda em 1889 Augusto José Miguéis participou, como regente de orquestra e músico a solo, num grande concerto realizado no Teatro Baltazar Dias. O maestro apresentou as peças da sua autoria com carácter popular "a mazurka Olha a Mulata" e "a polka tocada em cornetim Não Te Rias".